# De bevroren vlammen
De bevroren vlammen is een  stripverhaal uit de reeks van Jerom. Het verscheen in 1973.

## Locaties
- het huis van tante Sidonia, de Morotariburcht

## Personages
- Jerom, Odilon, professor Barabas, tante Sidonia, brandweer, moeder en dochter, mensen, brandweerchef

## Het verhaal
Midden in de zomer begint het opeens te vriezen en er valt sneeuw. Er landt een vreemd ruimtevoertuig en professor Barabas stapt uit. Deze 'diepvriezer met afstandsbediening' is zijn laatste uitvinding. Tante Sidonia is door alle commotie vergeten het gas uit te draaien en de keuken staat in brand. Professor Barabas kan de vlammen bevriezen en de brandweer komt voor niks. Daar zijn de brandweermannen en de chef niet blij mee. President Arthur roept Jerom op en samen emt Odilon vliegt hij naar de Morotariburcht op zijn motor. Tante Sidonia en professor Barabas vliegen met de diepvriezer naar de Morotariburrcht. Er dreigt brandgevaar door de warme en droge zomer. 
Professor Barabas wil de natuurreservaten beschermen met zijn diepvriezer. Deze vliegt echter zelf weg en Jerom en Odilon zetten de achtervolging in op de motor. Via het beeldscherm van de teletijdmachine ziet professor Barabas een gemaskerde man in de diepvriezer. Na een wilde achtervolging krijgen Jerom en Odilon de gemaskerde man te pakken. Het blijkt de chef van de brandweer te zijn. Hij was jaloers op het moderne blustoestel en wilde dit voor zichzelf hebben. Hij vraagt om vergeving en Jerom zegt dat ze zullen samenwerken om het natuurschoon tegen brand te beschermen.